# Madeline Manningová
Madeline Manningová, později Jacksonová, později Mimsová (* 11. února 1948 Cleveland, Ohio) je bývalá americká atletka, běžkyně na střední tratě, olympijská vítězka v běhu na 800 metrů z roku 1968 a první olympijská vítězka černé barvy pleti v této disciplíně.

## Sportovní kariéra
Ve svých osmnácti letech vytvořila nejlepší světový halový výkon všech dob v běhu na 880 yardů, když v 25. února 1966 zaběhla v Torontu tuto vzdálenost za 2:10,2.
V roce 1967 již v halové sezóně získala v běhu na 880 yardů časem 2:08,4 svůj první titul mistryně USA (AAU). V letní sezóně potom zvítězila v běhu na 800 metrů na Panamerických hrách (2:02,3) i na světové univerziádě (2:06,8). Její čas 2:01,6 z utkání USA-Commonwealth, dosažený 7.8.1967 v Los Angeles, byl nejrychlejším světovým juniorským časem všech dob.
V roce 1968 si vybojovala účast na olympijských hrách v Mexiku v běhu na 800 metrů – nepřijela jako favoritka, v předolympijském pořadí byla až na sedmém místě a za téměř jistou vítězku byla považována jugoslávská běžkyně Vera Nikolićová, určité šance se dávaly i Američance Doris Brownové. Přesto v olympijském finále v Mexiku zvítězila, navíc v novém olympijském rekordu (2:00,9/2:00,92), který byl zároveň novým rekordem USA a třetím nejlepším osmistovkařským časem světa všech dob.
Na olympiádě v Mnichově v roce 1972 neuspěla a titul neobhájila – časem 2:02,39 skončila pátá v semifinále. Na stejných hrách však byla členkou stříbrné štafety USA na 4 × 400 metrů, která časem 3:25,15 vytvořila nový rekord USA. V roce 1972 také vytvořila dva světové rekordy – v běhu na 880 yardů a byla rovněž členkou týmu USA, který zaběhl světový rekord ve štafetě na 4 × 400 yardů. Tyto rekordy (stejně jako její nejlepší světové výkony na 800 yardů v druhé polovině šedesátých let) byly však podstatně horší nežli tehdy platná světová maxima na odpovídajících metrických tratích.
Nedařilo se jí ani na její třetí olympiádě, v roce 1976 v Montrealu. Z rozběhu sice postoupila nejrychlejším časem ze všech jejích dosavadních olympijských osmistovek (2:00,62), ale v semifinále byla poslední v čase 2:07,25.
Náplastí jí byl nový rekord USA (1:57,9) dosažený krátce po montrealských hrách, 7.8.1976, na utkání atletů USA se SSSR v College Park.
V roce 1980 se Madeline Manningová kvalifikovala na svou čtvrtou olympiádu. Účast na olympijských hrách v Moskvě jí však znemožnil bojkot her ze strany USA.

## Osobní rekordy
- běh na 400 metrů 52,2 (Los Angeles-Compton 4.6.1972), s elektronickou časomírou 52,50
- běh na 600 yardů - v hale 1:20,9 (Detroit 14.2.1975)
- běh na 800 metrů 1:57,9 (College Park, 7.8.1976)
- běh na 880 yardů 2:02,0 (Philadelphia 13.5.1972)
- běh na 1000 metrů 2:37,3 (Montreal 12.7.1976)
- běh na 1500 metrů 4:14,04 (1980)

## Světové rekordy Madeline Manningové
- běh na 880 yardů 2:02,0, Filadelfie 13.5.1972, na memoriálu Martina Luthera Kinga.
- štafeta 4x400 yardů 3:33,9, Champaign 12.8.1972, při utkání USA-Kanada, štafeta ve složení Debra Sue Edwardsová, Mable Fergersonová, MADELINE JACKSONOVÁ, Kathy Hammondová.
- běh na 880 yardů v hale 2:10,2, Toronto 25.2.1966
- běh na 880 yardů v hale 2:08,4, Oakland 3-4.3.1967
- běh na 880 yardů v hale 2:07,9, Toronto 14.2.1969
- běh na 880 yardů v hale 2:07,9, Filadelfie 1.3.1969

## Madeline Manningová v atletických tabulkách své doby

### světové tabulky v běhu na 800 m žen v roce 1968
2:00,5 Vera Nikolićová (Jugoslávie), 1948, 1, Londýn 20.7.1968
2:00,9 Madeline Manningová (USA), 1948, 1, Mexiko City 19.10.1968
2:01,8 Ileana Silaiová (Rumunsko), 1941, 2, Atény 5.9.1968
2:02,0 Lilian Boardová (Velká Británie), 1948, 2, Londýn 20.7.1968
2:02,0 Ilja Keizerová-Lamanová (Nizozemsko), 1944, 1, Osnabrück 30.6.1968
2:02,2 Doris Brownová (USA), 1942, 3, Londýn 20.7.1942
2:02,6 Maria Gommersová (Nizozemsko), 1939, 3, Mexico City 19.10.1968
2:02,9 Patricia Loweová (Velká Británie), 1943, 4, Londýn 20.7.1968
2:03,2 Gertrud Schmidtová (NDR), 1942, 3, Berlín 19.6.1968
2:03,3 Karin Burneleitová (NDR), 1943, 1, Erfurt 2.8.1968

### dlouhodobé světové tabulky v běhu na 800 m žen k 31.12.1968
1:58,0 Sin-Kim-Danová (KLDR), 1938, 1, Pchjongjang 5.9.1964
2:00,5 Vera Nikolićová (Jugoslávie), 1948, 1, Londýn 20.7.1968
2:00,9 Madeline Manningová (USA), 1948, 1, Mexiko City 19.10.1968
2:01,0 Judith Pollocková (Austrálie), 1940, 1, Helsinky 28.6.1967
2:01,1 Anne Packerová (Velká Británie), 1942, 1, Tokio 20.10.1964
2:01,2x Dixie Willisová (Austrálie), 1941, 1, Perth 3.3.1962
2:01,4x Marise Chamberlainová (Nový Zéland), 1935, Perth 3.3.1962
2:01,8 Ileana Silaiová (Rumunsko), 1941, 2, Atény 5.9.1968
2:01,9 Maryvonne Dupureurová (Francie), 1937, 2, Tokio 20.10.1964
2:02,0 Lilian Boardová (Velká Británie), 1948, 2, Londýn 20.7.1968
(x výkon na 880 yardů minus 0,8 sekundy)

## Madeline Manningová na olympijských kvalifikacích atletů USA
Madeline Manningová je čtyřnásobnou vítězkou amerických olympijských kvalifikačních závodů (Final Olympic Trials, zkratka FOT) v běhu na 800 metrů - zvítězila v letech 1968, 1972, 1976 a 1980, přičemž poslední vítězství jí už další olympijský start neumožnilo - vinou amerického bojkotu olympijských her v Moskvě. Kromě toho se také dvakrát neúspěšně pokoušela kvalifikovat se na olympijské hry také v běhu na 400 metrů - v roce 1968 skončila pátá a v roce 1972 čtvrtá. Čtvrté místo v roce 1972 jí však alespoň umožnilo start (a posléze i zisk medaile) ve štafetě na 4 × 400 metrů, která měla na olympijských hrách 1972 v Mnichově svou premiéru.

### 400 metrů

#### 1968
53,5 Jarvis Scottová
54,0 Lois Drinkwaterová
54,3 Esther Storyová
54,8 Nancy Shaferová
55,1 Madeline Manningová
55,2 Jane Burnettová
55,4 Terry Hullová
55,9 Gale Fitzgeraldová

#### 1972
51,8 Kathy Hammondová
53,3 Debra Edwardsová
53,3 Mable Fergersonová
53,3 Madeline Manningová
53,4 Cheryl Toussaintová
------ Carol Hudsonová
------ Jarvis Scottová
------ Willimae Fergersonová

### 800 metrů

#### 1968
2:03,0 Madeline Manningová 
2:03,0 Doris Brownová
2:04,5 Jarvis Scottová
2:07,2 Francie Krakerová
2:11,3 Sara Beckfordová
2:13,0 Cheryl Toussaintová 
-------- Maria Stearnsová
nedokončila Vicki Foltzová

#### 1972
2:05,2 Madeline Manningová (Jacksonová)
2:05,7 Cheryl Toussaintová
2:06,0 Carol Hudsonová
2:06,7 Nancy Shaferová 
2:07,0 Cis Schaeferová 
2:08,0 Anne Gallagherová
-------- Wendy Koenigová

#### 1976
1:59,8 Madeline Manningová
2:00,6 Cindy Poorová
2:00,7 Kathy Westonová
2:02,0 Wendy Knudsonová
2:05,2 Kathy Hallová
2:05,5 Sue Vigilová
2:07,6 Cheryl Toussaintová
2:12,1 Ruth Kleinsasserová

#### 1980
1:58,30 Madeline Manningová (Mimsová)
2:00,96 Julie Brownová
2:01,23 Robin Campbellová
2:01,93 Delisa Waltonová
2:08,80 Leann Warrenová 
2:03,17 Essie Kelleyová 
2:03,83 Joetta Clarková
2:07,3 Kim Gallagherová

## Pořadí v předolympijské tabulce v běhu na 800 metrů žen v roce 1968
2:00,5 Vera Nikolićová (Jugoslávie), 1948, 1, Londýn 20.7.1968
2:01,8 Ileana Silaiová (Rumunsko), 1941, 2, Atény 5.9.1968
2:02,0 Lilian Boardová (Velká Británie), 1948, 2, Londýn 20.7.1968
2:02,2 Doris Brownová (USA), 1942, 3, Londýn 20.7.1942
2:02,9 Patricia Loweová (Velká Británie), 1943, 4, Londýn 20.7.1968
2:03,0 Maria Gommersová (Nizozemsko), 1939, 3, Osnabrück 30.6.1968
2:03,0 Madeline Manningová (USA), 1948, 1, Walnut 24.8.1968
2:03,2 Gertrud Schmidtová (NDR), 1942, 3, Berlín 19.6.1968
2:03,3 Karin Burneleitová (NDR), 1943, 1, Erfurt 2.8.1968
2:03,4 Anne Smithová (Velká Británie), 1941, Lübeck 7.6.1968

## Madeline Manningová a Československo
Madeline Manningová byla kapitánkou ženské části týmu USA, který se ve dnech 7.–8. 7. 1975 střetl v Praze na Strahově v atletickém trojutkání s družstvy Československa a Polska. Už pod jménem Jacksonová tu zvítězila v běhu na 800 metrů (2:01,9) a běžela na třetím úseku vítězné ženské štafety USA na 4 × 400 metrů (3:31,0).